# Konovîțea, Șumsk
Konovîțea (în ucraineană Коновиця) este un sat în comuna Brîkiv din raionul Șumsk, regiunea Ternopil, Ucraina.

## Demografie
Componența lingvistică a localității Konovîțea
     Ucraineană (98,08%)
     Alte limbi (1,92%)
Conform recensământului din 2001, majoritatea populației localității Konovîțea era vorbitoare de ucraineană (98,08%), existând în minoritate și vorbitori de alte limbi.